# جوان بول
جوان بول (بالإنجليزية: Joan Ball)‏، ولدت في لندن، إنجلترا عام 1934. هي أول من قدم خدمة مواعدة محوسبة تُسمى «عملية التطابق» في عام 1964. قامت جوان بول بتأسيس وإدارة خدمة سانت جيمس للمواعدة من خلال الحاسوب، والتي أعادت لاحقًا تسميتها Com-Pat (اختصارًا لـ «التوافق المحوسب»). ترجمت إجابات الاستبيان حول ما لا يريده الحبيب المرتقب في شريكه إلى نظام اختيارات، والذي قامت بتشغيله من خلال جهاز حاسوب مشترك الوقت. يكشف برنامجها عن «المطابقة» في النظام، وسيحصل الأشخاص الذين يستخدمون الخدمة على اسم وعنوان أي شخص يُقرنون به. وقد أجرت أول توافق عن طريق الحاسوب في عام 1964 - أي قبل عام من بدء تشغيل خدمة المواعدة الحاسوبية في جامعة هارفارد.